# Parrya nudicaulis
Parrya nudicaulis là một loài thực vật có hoa trong họ Cải. Loài này được (L.) Boiss. mô tả khoa học đầu tiên năm 1867.